# CE Nyon
CE Nyon, pełna nazwa Cercle d'échecs de Nyon – szwajcarski klub szachowy z siedzibą w Nyon, trzykrotny zwycięzca Bundesligi.

## Historia
Klub został założony w 1916 roku. W 2006 roku zespół awansował do 2. Bundesligi. W 2011 roku drużyna zajęła trzecie miejsce w 2. Bundeslidze, a w sezonie 2012/2013 uzyskała awans do Bundesligi. W 2014 roku klub zajął trzecie miejsce w Bundeslidze. W 2015 roku klub uzyskał wicemistrzostwo Bundesligi. Sezon 2015/2016 szachiści klubu zakończyli na czwartym miejscu. W 2017 roku CE Nyon ponownie zajął trzecią pozycję w lidze. W latach 2018–2020 zespół był drugi w Bundeslidze. W sezonie 2021/2022 CE Nyon po raz pierwszy w historii wygrał Bundesligę. W składzie drużyny znajdowali się wówczas m.in. Aliaksiej Czarnuszewicz, Bilel Bellahcene, Robert Fontaine i Jean-Noël Riff. W latach 2023–2024 klub zdobył kolejne dwa tytuły.

## Arcymistrzowie w historii klubu
- Bilel Bellahcene[13]
- Aliaksiej Czarnuszewicz[14]
- Aleksandyr Dełczew[14]
- Adrien Demuth[14]
- Robert Fontaine[15]
- Nikita Pietrow[16]
- Jean-Noël Riff[15]